# أرت لويد
أرت لويد (بالإنجليزية: Art Lloyd)‏ هو مصور سينمائي ومشغل كاميرا أمريكي، ولد في أكتوبر 1896 في لوس أنجلوس في الولايات المتحدة، وتوفي بنفس المكان في 25 نوفمبر 1954.

## وصلات خارجية
- أرت لويد على موقع IMDb (الإنجليزية)
- أرت لويد على موقع ألو سيني (الفرنسية)
- أرت لويد على موقع أول موفي (الإنجليزية)
- أرت لويد على موقع قاعدة بيانات الأفلام السويدية (السويدية)
- أرت لويد على موقع قاعدة بيانات الفيلم (الإنجليزية)
- أرت لويد على موقع كينوبويسك (الروسية)